# Juan Humberto Gutiérrez Valencia
Juan Humberto Gutiérrez y Valencia (n. Guadalajara, Jalisco, México, 27 de junio de 1941) es un obispo católico, historiador, teólogo y profesor mexicano. Ordenado en 1967.
Actualmente desde 2008 es Obispo titular de Vartana y Auxiliar de Guadalajara.

## Biografía
Nacido en la ciudad mexicana de Guadalajara, el día 27 de junio de 1941.
Cuando era joven, descubrió su vocación religiosa y tomó la decisión de ingresar en el seminario diocesano.
Finalmente recibió la ordenación sacerdotal el 3 de diciembre de 1967.
Durante esa época también estuvo en Italia, donde se licenció en Teología dogmática e Historia del cristianismo por la Pontificia Universidad Gregoriana de Roma.
En su ministerio cabe destacar que entre 1972 y 1979 fue formador del seminario diocesano y al mismo tiempo entre 1972 y 1994 fue maestro del mismo, párroco de Nuestra Señora de Lourdes y de Getsemaní de la Cruz y Rector de la Catedral Basílica de la Asunción de María Santísima.
Ya el 14 de febrero de 2008 ascendió al episcopado, cuando su santidad el papa Benedicto XVI le nombró como nuevo Obispo titular de la Sede de Vartana y como Obispo auxiliar de la Arquidiócesis de Guadalajara.
Recibió la consagración episcopal el 10 de abril de ese año, a manos del cardenal y entonces arzobispo metropolitano "monseñor" Juan Sandoval Íñiguez como consagrante principal y como co-consagrantes tuvo al entonces nuncio apostólico en el país "monseñor" Christophe Pierre, al entonces obispo de Texcoco "monseñor" Carlos Aguiar Retes, al arzobispo de Antequera "monseñor" José Luis Chávez Botello y al obispo auxiliar emérito de la arquidiócesis "monseñor" Miguel Romano Gómez.
Al mismo tiempo que ejerce de obispo, es el responsable de la Vicaría de la vida Consagrada y es miembro de la Comisión del Diálogo Interreligioso y de Comunión de la Conferencia del Episcopado Mexicano, A.R. (CEM).

## Lema y escudo
El lema episcopal que eligió, es la frase: "In Cruce Spes Nostra" (en latín)- “En la cruz está nuestra esperanza” (en castellano).
Su escudo tiene un fondo de color oro, que se dice, que es el color del apellido Gutiérrez.
En el hay un ancla que significa la esperanza cristiana, que con mucha fuerza expone Benedicto XVI en la encíclica "Spe salvi".
Pero el ancla, al mismo tiempo es una cruz que en la parte superior se convierte en la letra R y además la cruz es como si fuera la X, que son las dos primeras letras del nombre de Cristo en griego.
También se puede observar una estrella que simboliza a la Virgen María y en especial a Nuestra Señora de Lourdes y la azucena que hay es el símbolo de san José, patrono de la Iglesia Universal, del Seminario Diocesano y a cuyo patrocinio encomienda su episcopado.